# Рогов, Григорий Фёдорович
Григо́рий Фёдорович Ро́гов (1883—1920) — участник Русско-японской, Первой мировой и Гражданской войн, кавалер трёх георгиевских крестов, зауряд-прапорщик, в Гражданскую войну перешёл на анархические позиции, организатор партизанских отрядов на Алтае, сотрудничал с красными.
Осуществлял подрывную деятельность в тылах белых армий на территории Барнаульского, Кузнецкого и Щегловского уездов, совершал нападения на Кузнецк и Щегловск, отличался жестокостями по отношению к противникам и мирному населению.
Некоторое время был соратником Мамонтова, воевал в составе Народной Повстанческой Армии Алтая.

## Биография
Родители были крестьяне-бедняки, переселились в село Жуланиху Мариинской волости Барнаульского уезда из Томской губернии. Григорий работал в хозяйстве отца, учился самоучкой.
В 1900 году был призван в армию. Участвовал в боях в русско-японскую войну, за храбрость и отвагу награждён был георгиевскими крестами, получил звание фельдфебеля.
В 1907 году вернулся со службы, работал продавцом в казённой винной лавке, жил при лавке, много читал. В 1914 году лавку закрыли. Рогов остался без работы и крова с семьёй в шесть человек: жена Александра Сергеевна, две дочери и три сына. Родственники помогли построить дом. Семья обзавелась скотом, чтобы заниматься сельским хозяйством, но вскоре по мобилизации Рогов вновь попал на фронт.
В 1917 году вернулся с Первой мировой войны, где он служил в железнодорожном батальоне в звании зауряд-прапорщика.
После Февральской революции примкнул к эсерам, после Октябрьской — поддерживал большевиков, затем анархистов.
В начале 1918 году был избран от Мариинской волости членом губернского земельного комитета Алтайской губернии. Затем был делегирован на первый Кузнецкий съезд Советов, где отмежевался от большевиков и заявил о поддержке анархизма.

## Красный партизан
В июле 1918 года организовал в селе Жуланихе группу по борьбе против Временного Сибирского, а затем колчаковского правительства, несколько позже создал партизанский отряд.
Со второй половины 1919 года командовал объединёнными партизанскими отрядами в Причумышье, насчитывавшими до 5 тысяч человек и освободившими от колчаковцев 18 волостей на правобережье Оби, проведя при этом более 20 боёв. В бою под Сорокино ими был разбит отряд поручика Романовского в 1500 бойцов, эскадрон голубых улан атамана Анненкова численностью в 700 человек был уничтожен партизанами под Зырьяновкой, разгромлен сильный гарнизон белых в селе Тогул, насчитывающий в своем составе более тысячи солдат и офицеров.
Уцелевшие пишут жалобы о многочисленных грабежах, совершаемых роговцами, о зверских убийствах местных жителей, в большинстве своём зажиточных селян, о бесчеловечной расправе над священниками и надругательстве над церковными святынями.

№ 52
ИЗ ДОНЕСЕНИЯ КОМАНДОВАНИЯ МАРИИНСКОЙ ГРУППЫ ВОЙСК ЗАПАДНО-СИБИРСКОЙ КРЕСТЬЯНСКО-РАБОЧЕЙ ПАРТИЗАНСКОЙ АРМИИ ШТАБУ АРМИИ
с. Салаир. 21 декабря 1919
Нам по пути попадается масса партизан тов. Рогова, которые везут целые возы награбленного имущества. Все церкви по пути ограблены, а из риз понашиты кисеты, подсидельники и даже брюки. Население страшно возмущено <…> 

Ещё раз сообщаю, что население страшно запугано отрядами Рогова, хотя к нам относится доверчиво.
Начальник штаба 1-й дивизии Игнатов
Начальник боевого участка Блынский

РГВА. Ф.218.О.п.1.Д.17.Лл.147,148. Рукописный подлинник
В июне 1919 барнаульский комитет РКП(б) решил провести большевизацию отряда, для этой цели в отряд Рогова были засланы 12 коммунистов во главе с Матвеем Ворожцовым. За спиной анархистов коммунисты создавали сеть сельских Советов, подчиняя его краевому съезду Советов. Рогову это решительно не нравилось, поэтому накануне III съезда Советов Причернского края (6 дек. 1919) он выгнал коммунистов из отряда, которые увели с собой большую часть партизан. Они образовали 1-ю Чумышскую Советскую партизанскую дивизию под командованием Анатолия.

### Взятие Кузнецка
Отряд Рогова разделился на две части, одна часть ушла на Черепаново навстречу литовцам, другая половина с Роговым ушла на Кузнецк для уничтожения карательных отрядов и навстречу литовцам, на Черепаново.
12 декабря 1919 года в Кузнецк вошел двухтысячный объединённый отряд Г. Ф. Рогова, И. П. Новоселова и И. Е. Толмачёва.
Партизаны сразу же оцепили город и разоружили вооруженные формирования ревкома. Знаменитая «роговская чистка» длилась трое суток. Смертные приговоры были вынесены всем, кто служил в органах власти в 1918-1919 годах, колчаковским офицерам, а также выносились за буржуазную пропаганду и по жалобам населения. Так же зарубили милиционеров, торговцев, кулаков, перебили местное духовенство. Одновременно отряд проводил основательную реквизицию и экспроприацию, партизаны упаковывали трофеи. Партизаны подожгли тюрьму, Спасо-Преображенский собор и Одигитриевскую церковь.

Цифры убитых в Кузнецке в декабре 1919 года разнятся: говорят о трёхстах, четырёхстах, семистах жертвах резни. Писатель Зазубрин, писал в очерке «Неезженными дорогами»: 
«Из четырёх тысяч жителей Кузнецка две тысячи легли на его улицах. Погибли они не в бою. Их, безоружных, просто вывозили из домов, тут же у домов, у ворот раздевали и зарубали шашками. Особо „именитых“ и „лиц духовного звания“ убивали в Преображенском соборе. Редкая женщина или девушка избегала гнусного насилия. Рубились люди по „классовому признаку“: руки мягкие — руби, комиссар — руби…» 
На 4-й день отряд Рогова разделился: основная часть двинулась на север в направлении Кольчугино — Щегловск. Другая повезла реквизированное имущество в Барнаульский и Бийский уезды Алтайской губернии. Когда роговцы отступили под напором колчаковцев, то последние закончили дело разрушения: все лавки, склады и аптеки были разгромлены, жители города и окрестных деревень были ограблены.

### Взятие Щегловска
21 декабря 1919 года партизанский отряд Григория Рогова штурмом выбил пехотный полк колчаковцев из Щегловска. Через день после этого роговцы вышли к станции Топки, где вступили в бой с воинскими частями отступавших на восток белогвардейцев, потеряв около 100 человек только убитыми (для роговцев потери огромные), партизаны отошли. В их батальонах насчитывалось до 10 тысяч человек, на вооружении имелись десятки станковых и ручных пулемётов и даже два полевых орудия.
25 декабря 1919 года по приказу Реввоенсовета 5-й армии партизаны должны были подчиниться командованию 35-й дивизии Неймана. Рогов отказался выполнить приказ. 29 декабря 1919 года был арестован.
5 января 1920 г. из Щегловска Рогов арестантом возвратился в Кузнецк для разбора его действительных и мнимых прегрешений перед советской властью и трудовым народом, он занял место в Кузнецкой тюрьме, не до конца сгоревшей, потом его отправили в Новониколаевск.
Рогов был избит в Новониколаевской тюрьме, но уже выпущен в феврале реабилитированным, и получил из партийной кассы Новониколаевска 10 тысяч рублей в знак признания заслуг перед революцией. Ему было предложено вступить в партию и обещали работу в советских органах, но он отказался.

### Гибель
После освобождения Рогов заболел, уехал в своё село Жуланиху, где мечтал создать «истинную трудовую коммуну без белоручек и кулаков». По выздоровлении от службы в советских органах и в Красной Армии уклонился, открыто выражал недовольство политикой губернских властей в отношении бывших партизан и крестьянства.
4 мая 1920 года Рогов появился в посёлке Тогул. Разгромил все советские учреждения и организации, забрал деньги и имущество.
Был ранен в столкновении с отрядом не то чекистов, не то регулярных советских войск, чтобы не сдаваться в плен — застрелился 3 июля 1920 года в селе Евдокимово Дмитро-Титовской волости Барнаульского уезда (село исчезло, находилось примерно 5 км северо-западнее нынешнего села Дмитро-Титово). Но существует версия, что Рогов не застрелился, а был застрелен председателем партячейки села Дмитро-Титовское, Полетаевым, после предательства крестьянина Евгения Тагильцева, у которого вместе со своим командиром эскадрона Возилкиным заночевал на сеновале.
Похоронен в селе Хмелевка Алтайского края в братской могиле.
20 октября 2007 года в селе Хмелевка Заринского района состоялось открытие мемориальной доски памяти известного персонажа гражданской войны на Алтае Григория Рогова.
Григорий Рогов стал прототипом Зыкова в повести Вячеслава Шишкова «Ватага».